# جایزه هوادارن سرگرمی‌های بزرگسالان
جایزه هوادارن سرگرمی‌های بزرگسالان (انگلیسی: Fans of Adult Media and Entertainment Award) به صورت مخفف FAME (فام) در سال ۲۰۰۶ بنیان گذاشته شد. این جایزه در سال 2006 توسط مجله چنسیس (Genesis)، کمپانی آدم و حوا، شرکت WantedList ، رادیو پلی‌بوی و مجله AVN برای رای دادن عموم مردم به فیلم، بازیگران و کارگردانان پورنوگرافی مورد علاقه‌شان ایجاد شد  . مقر این جشنواره در شهر لس آنجلس است.
در سال ۲۰۰۶ میزبانی این جایزه را کارمن لوانا، تامی گان و کمدین باب لوی (Bob Levy) بر عهده گرفت.
در سال ۲۰۰۷ بیش از ۱۰۰٬۰۰۰ رأی داده شد، مراسم در ۲۳ جون آن سال به میزبانی ترا پاتریک و ایوان استون برگزار شد.

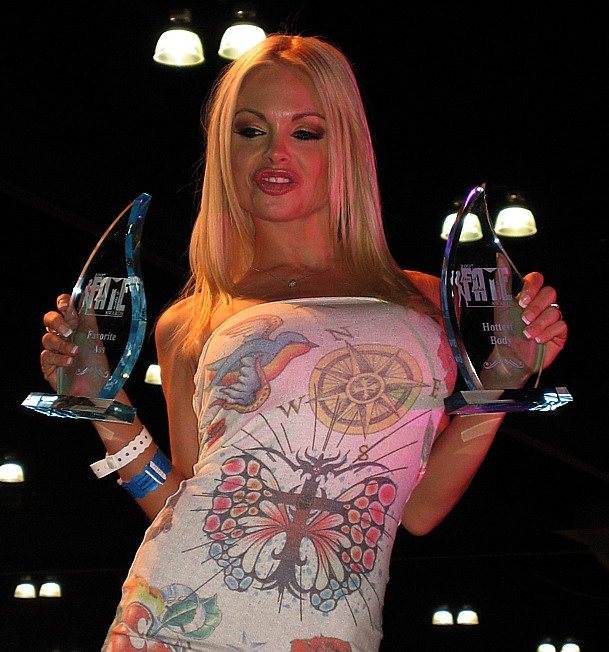
جسی جین در سال 2007 دو جایزه هواداران سرگرمی‌های بزرگسالان گرفته است